# Amblyomma cruciferum
Amblyomma cruciferum är en fästingart som beskrevs av Neumann 1901. Amblyomma cruciferum ingår i släktet Amblyomma och familjen hårda fästingar. Inga underarter finns listade i Catalogue of Life.